# فوهة جبل وقف الصوان
فوهة جبل وقف الصوان هي فوهة نيزكية تقع في الصحراء الشرقية من الأردن في محافظة معان بالقرب من الحدود السعودية، وتعد حتى الآن الفوهة الوحيدة المكتشفة في المملكة. يبلغ قطر الفوهة حوالي 5 كم ونصف الكيلومتر، ويقدر عمرها بما بين 37 إلى 56 مليون سنة. ويعتقد بأن سرعة الاصطدام الذي أحدثها كانت بين 40 إلى 50 كيلومترٍ بالثانية.
وقد كان لخليل قنصل دور كبير في اكتشافها ودراستها.
لأول مرة، قدمت هذه الفوهة إلى المجتمع العلمي بعد دراسة قام بها الدكتور إلياس سلامة والدكتور هاني خوري وكلاهما من كلية العلوم من الجامعة الأردنية، وكان معهما فريق من طلبة الدكتوراة في الجامعة [محل شك].